# Rentabilité
 (novembre 2017).
Si vous disposez d'ouvrages ou d'articles de référence ou si vous connaissez des sites web de qualité traitant du thème abordé ici, merci de compléter l'article en donnant les références utiles à sa vérifiabilité et en les liant à la section « Notes et références ».
La rentabilité est le rapport entre un revenu obtenu ou prévu et les ressources employées pour l'obtenir. La notion s'applique notamment aux entreprises, mais aussi à tout autre investissement. 
La rentabilité rétrospective est le rapport entre un résultat comptable et les moyens en passifs mis en œuvre pour l'obtenir.
La rentabilité prévisionnelle est le rapport entre un gain de trésorerie projeté et la valeur d'un investissement nécessaire pour générer ce gain.

## Enjeux de la rentabilité
La rentabilité représente l'évaluation de la performance de ressources investies par des apporteurs de capitaux. C'est donc l'outil d'évaluation privilégié par l'analyse financière. 
La rentabilité rétrospective permet d'évaluer le MEDAF pouvant permettre de calculer un taux d'actualisation par le coût moyen pondéré du capital. La rentabilité rétrospective est un outil difficilement utilisable directement (à partir du résultat d'exploitation ou du résultat net) pour évaluer les entreprises car elle est biaisée par les décalages temporels de l'entreprise (dus aux délais de paiement par exemple). 
La rentabilité prévisionnelle permet d'utiliser les flux de trésorerie pour assurer une évaluation prenant en compte les décalages temporels de l'entreprise.

## Rentabilité rétrospective
On distingue deux types de rentabilité rétrospective : la rentabilité économique qui mesure le rapport entre le revenu courant et le "capital stable" (dettes financières sous normes internationales et capitaux propres) mis en œuvre et la rentabilité financière qui mesure le rapport entre le revenu courant après paiement des intérêts et des impôts et les capitaux propres. Cette dernière rentabilité est essentielle pour les apporteurs de capitaux puisqu'elle mesure la performance des ressources qu'ils ont investies dans l'entreprise.  

### Rentabilité économique
La rentabilité économique est une mesure de la performance économique de l'entreprise dans l'utilisation de l'ensemble de son capital économique, c'est-à-dire des immobilisations, du besoin en fonds de roulement et de la trésorerie nette.
Le revenu généré est mesuré par l'indicateur financier que constitue le résultat d'exploitation (RE), auquel on soustrait les impôts sur les bénéfices ({\displaystyle Imp}). L'ensemble des capitaux « employés » est égal à la somme des fonds propres ({\displaystyle KP}), apportés par les apporteurs de capitaux, plus les capitaux acquis grâce à l'endettement ({\displaystyle DF}, pour dette financière). La somme des capitaux nets d'exploitation est donc égale à {\displaystyle CPNE=KP+DF}.
La rentabilité économique est égale à :
{\displaystyle R_{eco}={\frac {RE-Imp}{CPNE}}\,}
Ce ratio correspond à la rentabilité des capitaux investis (return on capital employed ou ROCE dans la comptabilité anglo-saxonne). La rentabilité économique est donc indépendante du type de financement des capitaux et exprime la capacité des capitaux investis à créer un certain niveau de bénéfice avant paiement des éventuels intérêts sur la dette. Elle est donc une mesure de la performance économique de l'entreprise dans l'utilisation de son actif : elle détermine quel revenu l'entreprise parvient à générer en fonction de ce qu'elle a. C'est donc un ratio utile pour comparer les entreprises d'un même secteur économique.
Il n'y a pas de consensus concernant son mode de calcul, ainsi certains calculent la rentabilité économique en prenant en compte le résultat d’exploitation (RE) divisé par la somme des emplois stables (ES) plus le  BFR :
{\displaystyle R_{eco}={\frac {RE}{ES+BFR}}\,}
ou bien encore l’excédent brut d’exploitation (EBE) divisé par capitaux investis (CI) autrement dit immobilisations corporelles et incorporelles,  plus le besoin en fonds de roulement d’exploitation ( BFRE)
{\displaystyle R_{eco}={\frac {EBE}{CI+BFRE}}\,}
Par opposition à la rentabilité financière, qui intéresse plus les associés, la rentabilité économique intéresse plus les investisseurs financiers tels que les banques.

### Rentabilité financière
La rentabilité économique n'est toutefois pas significative pour les apporteurs de capitaux : ce qui est pertinent pour eux est la rentabilité non pas de l'ensemble des capitaux ({\displaystyle CPNE=KP+DF}), mais des seuls capitaux propres ({\displaystyle KP}).
Le bénéfice analysé est le résultat net courant ({\displaystyle RN}), c'est-à-dire le résultat d'exploitation ({\displaystyle RE}) auquel on a soustrait l'impôt sur les bénéfices ({\displaystyle Imp}) et les intérêts versés aux dettes financières ({\displaystyle iDF}, avec {\displaystyle i} le taux d'intérêt moyen sur les dettes financières de l'entreprise). On divise ce résultat net courant par le montant des capitaux propres de l'entreprise.
La rentabilité financière sera donc égale à :
{\displaystyle R_{fi}={\frac {RN}{KP}}\ ={\frac {RE-Imp-iDF}{KP}}\,}
Ce ratio correspond à la rentabilité des capitaux propres (Return on Equity ou ROE dans la comptabilité anglo-saxonne). Il exprime la capacité des capitaux investis par les actionnaires et associés à dégager un certain niveau de profit.

### Différence entre les deux rentabilités et levier d'endettement
La différence entre les deux rentabilités va dépendre de la différence entre le taux d'intérêt et la rentabilité économique, à proportion du poids de l'endettement. Pour un niveau de taux d'intérêt donné, la rentabilité financière sera d'autant plus éloignée (plus élevée ou plus faible) de la rentabilité économique que l'endettement sera fort : cet effet s'appelle le levier d'endettement.
Plus précisément, on a :
{\displaystyle R_{fi}={\frac {RE-Imp-iDF}{KP}}\ ={\frac {R_{eco}(KP+DF)-iDF}{KP}}\,}
{\displaystyle R_{fi}=R_{eco}+(R_{eco}-i){\frac {DF}{KP}}\,}
Quand la rentabilité économique est supérieure au taux d'intérêt ( {\displaystyle R_{eco}>i} ), la rentabilité financière est donc une fonction croissante du ratio d'endettement ( {\displaystyle {DF/KP}} ). Plus la dette s'accroit, plus la rentabilité financière est forte. C'est l'effet de levier de l'endettement : pour un niveau donné de fonds propres, il est possible d'améliorer la rentabilité financière de ces fonds en s'endettant davantage.
Au contraire, lorsque la rentabilité économique est inférieure au taux d'intérêt ( {\displaystyle R_{eco}<i} ), la rentabilité financière sera d'autant plus faible que le ratio d'endettement sera fort.

## Rentabilité prévisionnelle
La rentabilité prévisionnelle pour un investisseur dans une entreprise sous forme de souscription ou achat d'actions n'est pas directement la rentabilité rétrospective financière constatée pour l'entreprise elle-même. La rentabilité prévisionnelle de l'investissement est ici la somme actualisée des flux de trésorerie.
- des revenus encaissés (dividendes…)
- et de la plus ou moins value potentielle due à la variation du prix de l'action. Elle dépend notamment d'un élément exogène, le prix de marché de l'action, mais d'autres facteurs que la rentabilité de l'entreprise interviennent. En particulier le prix d'achat de l'action est déterminant, ainsi que les tendances boursières si l'action est cotée sur un marché organisé.

## Notions proches
- Le rendement est une notion utilisée plutôt par les épargnants et investisseurs concernant les revenus directs de leurs placements (dividendes, intérêts...), notamment à taux fixe. S'y ajoutent les variations de valeur du capital pour obtenir la rentabilité (parfois appelée "performance") totale du placement. Le secteur de l'immobilier utilise très fréquemment le terme de rentabilité afin de qualifier le ratio flux/capital (loyer/prix du bien immobilier)[1].

- La productivité (ou rendement physique) est le rapport d'un élément quantitatif à un élément financier ou le rapport de deux éléments quantitatifs. Par exemple, on rapportera le chiffre d'affaires d'une entreprise aux effectifs de cette entreprise pour exprimer la productivité apparente d'un salarié. Ou alors, on rapportera le nombre de véhicules produits par heure travaillée pour exprimer la productivité du travail.

- La profitabilité ou taux de marge, diffère aussi de la rentabilité. Ce dernier est le rapport entre le résultat net et le chiffre d'affaires, et exprime la capacité du chiffre d'affaires à créer un certain niveau de bénéfice.

- Les apporteurs de capitaux sont constitués des actionnaires, associés et au sens large de tous individus ou organisations apportant des ressources à l'entreprise.

- Les capitaux propres nets d'exploitation n'incluent pas les dettes d'exploitation et par conséquent ne représentent pas tout l'actif de l'entreprise. Néanmoins, ce sont eux qui supportent par le financement de l'ensemble des outils économiques utilisés par l'entreprise (c'est-à-dire hors créance court terme…).